# Run Girls, Run!のらんがばん!
『Run Girls, Run!のらんがばん！』（ラン ガールズ ランのらんがばん）はTOKYO MXで2019年（令和元年）7月5日から9月20日まで放送された声優バラエティ番組。avex picturesによる一社提供。

## 概要
声優ユニット『Run Girls, Run!』が「様々なチャレンジ案件に全力疾走で挑んでいく」バラエティ番組。回ごとに異なるメイン企画の合間に、いくつかのコーナーが挟まれる形の構成となっている。

## 解説
『Run Girls, Run!のらんがばん』（以下、『らんがばん!』）はRun Girls, Run!の初の冠TV番組である。
2019年5月29日にRun Girls, Run!の5枚目のシングルである『ダイヤモンドスマイル』が発売されたが、その発売日に『らんがばん!』の放送開始が告知された。この時点では関東ローカル局であるTOKYO MXでの放送と、なんらかの動画配信サービスでの配信があるという告知のみだったが、6月19日には全国で視聴できるAT-Xでの放送も追加で発表された。AT-Xでは2019年7月3日 20時に、TOKYO MXでは2019年7月5日0時（4日 深夜）に放送が始まったが、TOKYO MXでの初回放送直後にTOKYO MXでの毎週日曜の再放送が発表された。
この番組を制作することをRun Girls, Run!のメンバーには伏せたまま、番組で使用される映像の一部は撮影目的を告げずに進行していたが、番組開始告知の3日前、5月26日に開催されたTVアニメ『ガーリー・エアフォース』のイベントの後にサプライズで番組の制作がRun Girls, Run!のメンバーへ明かされた。その模様も動画撮影されており、YouTubeで公開されている。
番組名の「らんがばん!」はRun Girls, Run!の愛称である「ランガ」と、番組の「ばん」を組み合わせた造語であるが、Run Girls, Run!が初めて出演したバラエティ番組である『Wake Up, Girls!新章 第7話 特別篇 わぐばん! 新章』の名前を連想させるものになっている。この『わぐばん!新章』でMCを担当していた永野愛理が『らんがばん!』ではナレーションを担当している。永野愛理がナレーションを担当していることはRun Girls, Run!メンバーには第1回の映像の完成まで伏せられていた。『わぐばん!新章』は2015年に放送されていた永野愛理が所属していた声優ユニット「Wake Up, Girls!」の冠バラエティ番組『わぐばん!』をベースにした番組であったが、制作スタッフも多くが重なっている。
本番組のロゴなどデザインの要所にはRun Girls, Run!のチームカラーであるピンクの他に赤やオレンジ、水色といった色が使われているが、この3色はRun Girls, Run!各メンバーのメンバーカラーであることが、第5回の放送後である2019年8月4日に開催された2周年記念ライブで明かされた。

## コーナー紹介
ライブコーナー
Run Girls, Run!のライブ映像に載せて楽曲をオンエア
那奈美 鼓子 優花 の 部屋
3人がテーマに合わせてオチもなく語る
全日本らんがちゃんを見守る会
イベントのオフショット映像
らんがちゃんと踊ってみた
ダンスのポイントとなる振り付けを3人が視聴者に向けてレクチャー
らんがちゃん演劇部 エチュードの時間
スタートとゴールを設定し、その間をエチュードで駆け抜ける

## 出演者
- Run Girls, Run!
  - 林鼓子
  - 森嶋優花
  - 厚木那奈美

## スタッフ
（出典：）
- ナレーション：永野愛理[注釈 3]
- 企画：勝股英夫、南沢道義
- 衣装協力：原田幸枝
- ヘアメイク：B★side
- 宣伝プロデューサー・ロゴデザイン：寺田浩史
- 宣伝：長沼心
- セールスプロモーション：土居祥子、齊藤直樹
- 配信：田中正明、伊藤優、小山晃代
- SDキャラクターデザイン：ニシヤマ[14]
- HP制作：セブンエイト
- 技術協力：千代田ビデオ
- CAM：砂原和（第1回 - 第6回）、岸本博行[注釈 4]、穂積徳充（第1回 - 第8・10 - 12回）、岡島篤志[注釈 5]（第2・6 - 8・10 - 12回）、大澤輝彦（第3・4回）、砂原一茂（第5・7・8・10回）、安藤太郎（第9回）、米田恵生（第9回）、堅田裕之（第9回）、半村有里恵（第9回）、砂原一茂（第9回）、田中勝己（第10・11回）
- 音声：大垣秀斗
- EED：塩谷友幸
- 編集：菊地和美
- MA：村田昌栄（第1回）、田村陽介（第2・3・6・7・9 - 11回）、齊藤健二（第4・5・8・12回）
- 撮影協力：Lounge CRIB（第12回）
- 制作：前島貴弘、山口幸弘（第1・2・6 - 11回）
- 構成：伊藤公志[15]
- ディレクター：伊藤公志（第1・2・6回）、山口幸弘（第3 - 5回）
- 演出・プロデューサー：井出雄介
- 制作協力：TSUKUBA TELEVISION
- プロデューサー：村上貴志、玉虫秀章、百田英生
- アーティストマネジメント：松岡亮文、生越久美子
- 製作・著作：avex pictures、81PRODUCE

## 放送リスト
| 回 | メイン企画                                     | 放送日 (TOKYO MX) |
| --- | ---------------------------------------------- | ----------------- |
| 1 | TOKYO MXへのご挨拶 前編                        | 2019年7月5日      |
| 放送開始の挨拶と2周年記念ライブの告知のため、TOKYO MXを訪問。受付を突破し、デビューシングル『スライドライド』の時からお世話になっているアニメ事業局へ。局内の部屋にポスターを貼る許可を得るため、アニメ事業局局長の机の前でBreak the Blue!!のライブを行なう。 ライブコーナー デビュー曲の『カケル×カケル』。映像はGreen Leaves Fes昼の部のステージ。 那奈美 鼓子 優花 の 部屋 テーマは「2年間走り続けての思い出」 全日本らんがちゃんを見守る会 Run Girls, Run!上海に行く C3 in Shanghai 2019でのステージへの出演のため2019年4月に上海を訪れた際のオフショット映像。この映像の撮影時には『らんがばん!』の制作は3人には告知していなかった。 |                                                |                   |
| 2 | TOKYO MXへのご挨拶 後編                        | 2019年7月12日     |
| 前回に続いてTOKYO MX社内をまわり、編成局の広報担当へ挨拶。さらにはTOKYO MXの伊達社長への挨拶も。 ライブコーナー 『Go! Up! スターダム!』。映像は「i☆Ris & Wake Up, Girls! & Run Girls, Run! バレンタインLive 2019」（以下、「わぐりすらん」）の夜の部のステージ。 らんがちゃんと踊ってみた 課題曲は『ダイヤモンドスマイル』 全日本らんがちゃんを見守る会 Run Girls, Run!上海に行く 前回に続き上海でのオフショット。外灘観光や、移動中の車内、火鍋を囲む様子など。 |                                                |                   |
| 3 | らんがばん!的炎の体力測定 前編                 | 2019年7月19日     |
| 2019年8月4日の結成2周年記念ライブに全力で立ち向かうため、自分たちの体力をチェック。伝統の赤ジャージに身を包んで実施。測定項目は身長、握力、体前屈、背筋力。 ライブコーナー 『Break the Blue!!』。映像は「わぐりすらん」のステージ。 那奈美 鼓子 優花 の 部屋 テーマは「3人の中で一番◯◯な人」 |                                                |                   |
| 4 | らんがばん!的炎の体力測定 完結編               | 2019年7月26日     |
| 前回に続き体力測定。測定項目は肺活量、立ち幅跳び、上体そらし。測定の後は疲れを癒やすためにマカロンが出てくるが…。 ライブコーナー 『キラッとスタート』。映像は「わぐりすらん」の昼の部のステージ。 那奈美 鼓子 優花 の 部屋 テーマは「デビューしてからの一番の出来事」 |                                                |                   |
| 5 | MONACA夏の音楽教室 前編                        | 2019年8月2日      |
| Run Girls, Run!がデビューするきっかけとなった「Wake Up, Girls!AUDITION. 第3回アニソン・ヴォーカルオーディション」に審査員として参加していた、MONACAのメンバーで作曲家の田中秀和と広川恵一に作曲や編曲といった単語の意味など、基礎的な知識から2人の好物までを教えてもらう。 ライブコーナー 『プリマ☆ドンナ?メモリアル!』。『プリパラ&キラッとプリ☆チャンAUTUMN LIVE TOUR み～んなでアイドルやってみた!』のBlu-ray・DVDに収録の映像を使用。 那奈美 鼓子 優花 の 部屋 テーマは「3人のプライベート活動」 らんがちゃん演劇部 エチュードの時間 ギャル3人のトークから始まり、ヅラの先生を好きになるまで |                                                |                   |
| 6 | MONACA夏の音楽教室 後編                        | 2019年8月9日      |
| 引続きMONACAの田中秀和と広川恵一から音楽について学ぶ。長調、短調の使いどころから作曲のテクニックまで。最後に田中秀和へ新曲を依頼するが…。最後には林鼓子が楽器に挑戦。 ライブコーナー アニメ『キラッとプリ☆チャン』の挿入歌、および、ゲーム使用曲でもある『キラリ覚醒☆リインカーネーション』。青葉りんか役の厚木那奈美によるソロ歌唱とダンス。『プリパラ&キラッとプリ☆チャンAUTUMN LIVE TOUR み～んなでアイドルやってみた!』の映像を使用。 らんがちゃんと踊ってみた 課題曲は『Break the Blue!!』 らんがちゃん演劇部 エチュードの時間 牛が3匹で会話から和牛の魅力に目覚めるまで |                                                |                   |
| 7 | らんがばん的★夏祭 前編                         | 2019年8月16日     |
| 猛暑の中、視聴者を捗らせるために浴衣姿で3人が登場し、ゲームに挑戦。 ライブコーナー アニメ『キラッとプリ☆チャン』の挿入歌、および、ゲーム使用曲でもある『ワン・ツー・スウィーツ』。桃山みらい役の林鼓子によるソロ歌唱とダンス。『プリパラ&キラッとプリ☆チャンAUTUMN LIVE TOUR み～んなでアイドルやってみた!』の映像を使用。 那奈美 鼓子 優花 の 部屋 テーマは「冠番組内でやりたいこと」 全日本らんがちゃんを見守る会 ダンスレッスン（あるいは新曲の振り入れ）の模様、および、2周年記念ライブのための撮影の様子 |                                                |                   |
| 8 | らんがばん的★夏祭 後編                         | 2019年8月23日     |
| 前回に引続き夏祭り。射的やうなぎつかみに挑戦。怪談師の山口綾子による怪談も。 ライブコーナー アニメ『キラッとプリ☆チャン』の挿入歌、および、ゲーム使用曲でもある『COMETIC SILHOUETTE』。紫藤める役の森嶋優花と、緑川さら役の若井友希、赤城あんな役の芹澤優によるユニット、メルティックスターが『プリパラ&キラッとプリ☆チャンAUTUMN LIVE TOUR み～んなでアイドルやってみた!』で披露した時の映像を使用。 らんがちゃん演劇部 エチュードの時間 声優刑事 厚木&森嶋が犯人のはやまるを尋問するところからスタートし、犯人を追い詰めるまで。 全日本らんがちゃんを見守る会 2019年7月21日に新曲『Share the light』のミュージックビデオを撮影した時、8月6日に配信された『Run Girls, Radio!!』第17回の収録時、7月26日に2周年記念のリハーサルをやった時のオフショット。 |                                                |                   |
| 9 | “Run Girls, Run! 2nd anniversary live” SPECIAL | 2019年8月30日     |
| 2019年8月4日に開催された結成2周年記念ライブ「Run Girls, Run! 2nd Anniversary LIVE 1.2.3ジャンプ!!!」のダイジェスト版を放送。1曲目の『スライドライド』をフルで、『サクラジェラート』『秋いろツイード』『カケル×カケル』『キラッとスタート』『プリマ☆ドンナ?メモリアル!』『青春アルゴリズム』『ダイヤモンドスマイル』『Break the Blue!!』『never-ending!!』をダイジェストで放送。 らんがちゃんと踊ってみた 課題曲は『秋いろツイード』 那奈美 鼓子 優花 の 部屋 テーマは「いままででダイヤモンド級に嬉しかったこと」 らんがちゃん演劇部 エチュードの時間 京都に来た外国人観光客を京都出身の森嶋が対応するところからスタートし、仲良く記念写真を撮るまで。 全日本らんがちゃんを見守る会 結成2周年記念ライブのバックステージ。                                |                                                |                   |
| 10 | ピュアモンと対決 前編                          | 2019年9月6日      |
| 番組を乗っ取って『ぴゅあもんばん』にすべく、声優ユニットでアイドルグループのピュアリーモンスターから富沢恵莉、石飛恵里花、今野優月の3人が襲来。あいさつのかわいさなどで勝負。 ライブコーナー ふたたび『キラッとスタート』を放送。第4回とは異なり、『プリパラ&キラッとプリ☆チャンAUTUMN LIVE TOUR み～んなでアイドルやってみた!』の映像を使用。 那奈美 鼓子 優花 の 部屋 テーマは「夏の思い出」 らんがちゃんと踊ってみた 課題曲は『サクラジェラート』 |                                                |                   |
| 11 | ピュアモンと対決 後編                          | 2019年9月13日     |
| 前回に引続き、『ぴゅあもんばん』改名を狙うピュアリーモンスターの3人と勝負。 ライブコーナー ふたたび『Go! Up! スターダム!』を放送。第2回とは異なり、『み～んなでキラッとプリティーライブ2018』の映像を使用。 那奈美 鼓子 優花 の 部屋 新曲『Share the light』MVについて。このコーナーの最後にMV short版を初公開。TOKYO MXでの放送直後にはYouTubeでも公開された。 らんがちゃんと踊ってみた 課題曲は『Share the light』 |                                                |                   |
| 12 | 打ち上げBBQ                                    | 2019年9月20日     |
| 最終回ということで、バーベキューで打ち上げ。肉を焼きつつ、らんがばんの思い出を語り始めるが……。最後に本番組のBlu-rayの発売の告知も。 ライブコーナー 『み～んなでキラッとプリティーライブ2018』での『プリマ☆ドンナ?メモリアル!』 那奈美 鼓子 優花 の 部屋 テーマは「2周年記念ライブについて」 らんがちゃんと踊ってみた 課題曲は『青春アルゴリズム』 |                                                |                   |

## 放送局
| 放送期間       | 放送時間                     | 放送局   | 対象地域 | 備考                                       |
| -------------- | ---------------------------- | -------- | -------- | ------------------------------------------ |
| 2019年7月5日 - | 金曜 0:00 - 0:30（木曜深夜） | TOKYO MX | 東京都   | 日曜21:30にリピート放送                    |
| 2019年7月3日 - | 水曜 20:00 - 20:30           | AT-X     | 日本全域 | CS放送 / 金曜12:00、火曜4:00にリピート放送 |

| 配信期間       | 配信時間        | 配信サイト                                                                          |
| -------------- | --------------- | ----------------------------------------------------------------------------------- |
| 2019年7月5日 - | 金曜 12:00 更新 | あにてれ dアニメストア MIRAIL DMM.com Rakuten TV GYAO!ストア Videomarket HAPPY!動画 |
|                | 金曜 19:00 更新 | TSUTAYA TV                                                                          |

## Blu-ray
2020年1月31日に『Run Girls, Run！のらんがばん！』のBlu-rayが発売される。規格品番はEYXA-12775。『Run Girls, Run!のらんがばん!』全12回に加え、Run Girls, Run!のデビュー作であるテレビアニメ『Wake Up, Girls! 新章』のイベントで、2018年5月12日に開催された『Green Leaves Fes』の昼の部・夜の部公演の映像も収録される。
また、発売を記念してのリリースイベントが2020年1月12日に秋葉原UDXシアターで開催される。